# Parametriocnemus lundbecki
Parametriocnemus lundbecki är en tvåvingeart som först beskrevs av Oskar Augustus Johannsen 1905.  Parametriocnemus lundbecki ingår i släktet Parametriocnemus och familjen fjädermyggor. Inga underarter finns listade i Catalogue of Life.